# Pontiánusz pápa
Szent Pontiánusz (latinul: Pontianus), (2. század – 235. szeptember 29.) volt a 18. pápa a történelem folyamán. 230. július 21-től töltötte be hivatalát. Pontifikátusát beárnyékolta Hippolütosz ellenpápasága, aki nem értett vele egyet a keresztény egyház vezetésében, és ezért nem ismerte el őt vezetőként. A kiváló szónokkal sok baja volt Pontiánusznak, mert egyre több hívet szerzett, és megosztotta a keresztény világot.

## Élete
Regnálása idején hívta össze a római zsinatot, amelyen elérte, hogy az Órigenész nevéhez kötődő tanokat az egyház elítélje, és feloszlassa követőit Alexandriában. Ötéves  uralmáról egyéb lényeges eseményt nem őrzött meg számunkra a történelem, bár azt sejthetjük, hogy sok vitában és megbeszélésen vett részt.
235-ben Maximinus Thrax császár keresztényüldözéseinek áldozata lett, és a legtöbb magas rangú keresztény vezetővel, így Hippolütosszal együtt, Szardínia szigetére deportálták őket. A bányában dolgozva végül kibékültek Hippolütosszal és szeptember 28-án közösen lemondtak a pápai trónról. A hagyomány szerint őrei verték agyon Szardínián.
Fabianus pápa hozatta el mindkettőjük földi maradványait Rómába, és Pontiánuszt a Calixtus-katakombában temették el. Sírfeliratát 1909-ben találták meg a katakombában, amelyen szerepelt lemondásának pontos dátuma. Így ez lett a pápaság történetének első pontos dátuma. Ünnepét augusztus 13-án tartják, Hippolütoszéval egy napon.

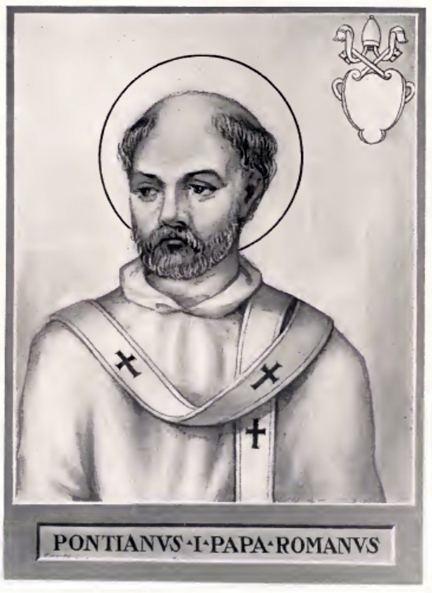
Pontiánusz pápa

## Művei
- Documenta Catholica Omnia (latin nyelven). [2015. szeptember 23-i dátummal az eredetiből archiválva]. (Hozzáférés: 2011. december 6.)